# 167 a. C.
El año 167 a. C. fue un año del calendario romano prejuliano. En el Imperio romano, fue conocido como el año 587 Ab Urbe condita.

## Acontecimientos

### Por lugar

#### Imperio seléucida
- El sacerdote judío Matatías de Modi'ín desafía los decretos del rey seléucida Antíoco IV dirigidos a helenizar a los judíos y específicamente incumple la orden de que los judíos hagan sacrificios a Zeus. Matatías mata a un oficial sirio y escapa a las colinas de Judea con sus cinco hijos y comienza una revuelta contra el control seléucida de Judea.

#### Grecia
- Documentos privados recogidos por los romanos cuando capturan a Perseo de Macedonia incriminan a líderes políticos de la Liga Aquea. Muchos griegos influyentes son deportados a Roma. Final de la Dinastía Antigónida y de la tercera guerra macedónica.
- De camino a Roma, el general romano Lucio Emilio Paulo recibe la orden del Senado romano de infligir una venganza brutal sobre Epiro por ser aliada de Macedonia. Setenta ciudades en Epiro son destruidas y al menos 100 000 ciudadanos vendidos como esclavos. Esto ocurre a pesar de que Epiro no había ayudado a Perseo en su guerra contra Roma.

#### República romana
- Lucio Emilio Paulo regresa a Italia con el rey de Macedonia,    Perseo, como su prisionero para su triunfo en Roma, donde los macedonios capturados son vendidos como esclavos. El enorme botín llevado a Roma después de la batalla enriquece a Roma permitiendo al Gobierno relevar a sus ciudadanos de impuestos directos. Como gesto de reconocimiento por sus logros en Macedonia, el Senato permite a Lucio Emilio Paulo tomar el sobrenombre de «Macedónico».

#### Partia
- Los partos capturan la trascendental ciudad de Asia Central llamada Herat. Esta victoria efectivamente estrangula el movimiento del comercio a lo largo de la Ruta de la Seda hacia China y significa que el reino helenístico de Bactria está condenado.

## Fallecimientos
- Cayo Claudio Pulquer, cónsul romano en 177 a. C.